# Alexander Josef Fryček
Alexander Josef Fryček (do roku 1946 Alexander Josef Fritscher, 2. května 1895 Plzeň – ?) byl československý legionář, zpravodajský důstojník a příslušník československé armády v zahraničí během druhé světové války.

## Život

### Před první světovou válkou
Alexander Josef Fritscher se narodil 2. května 1895 v Plzni v rodině Františka Fritschera a Antonie rozené Valdmanové. Vystudoval obchodní akademii v Plzni, studium dokončil v roce 1913. Tři měsíce po něm nastoupil prezenční vojenskou službu u c. a k. armády, kterou absolvoval v Terezíně. Ještě před jejím ukončením vypukla první světová válka.

### První světová válka
V srpnu 1914 byl Alexander Josef Fritscher jako spojařský poddůstojník odeslán na srbskou frontu, kde již po několika dnech padl 21. srpna v hodnosti desátníka u Šabace zraněn do zajetí. Dne 26. února 1918 se přihlásil do československých legií ve Francii. Od dubna téhož roku bojoval na alsaské frontě, v závěru války sloužil jako kurýr Československé národní rady. Po jejím skončení se vrátil v hodnosti poručíka do Československa.

### Mezi světovými válkami
Mezi lednem 1919 a listopadem 1921 zastával Alexander Josef Fritscher administrativní armádní funkce. Pokusil se též studovat na vysoké obchodní škole, ale neúspěšně. Do roku 1932 sloužil jako velitel roty u pěšího pluku 18 v Plzni, do roku 1935 pak na stejné pozici v Tachově, následně přešel do funkce zpravodajského důstojníka. V roce 1936 byl převelen do Prahy. V červnu 1938 se stal zástupcem československého vojenského atašé v Haagu se sídlem v Kodani. Zde ho zastihly i události okolo Mnichovské dohody. Během následné demobilizace se vrátil do Československa. V lednu 1939 byl opět ustanoven zástupcem vojenského atašé tentokrát ve Varšavě. Jako zpravodajský důstojník pracoval v Polsku až do jeho porážky nacistickým Německem a Sovětským svazem v září 1939. Dosáhl hodnosti majora.

### Druhá světová válka
V říjnu 1939 se Alexander Josef Fritscher opět přihlásil do aktivní služby u československé vojenské správy ve Francii a opět byl pověřen zpravodajskou činností. Po zranění majora Jaroslava Hájíčka na sedm týdnů převzal jeho funkci v Bělehradu, odkud zajišťoval spojení s domácím odbojem i s vojenskou správou ve Francii. Po Hájíčkově návratu působil dále v Bělehradu, odkud se v dubnu 1940 přesunul do Istanbulu, kde ve zde zřízené pobočce československé zpravodajské služby pracoval do konce září 1942. V listopadu téhož roku byl ustanoven velitelem československé expozitury v Haifě. V září 1943 byl přidělen jako styčný důstojník na britské generální velitelství pro střední východ v Káhiře.

### Po druhé světové válce
Alexander Josef Fritscher se do Československa vrátil až v únoru 1946. V témže roce si změnil příjmení na Fryček. Přidělen byl k posádkovému velitelství Velké Prahy. Poslední rok své armádní služby mezi červencem 1948 a červencem 1949 sloužil jako dočasný velitel pěšího praporu 38 v Berouně. Dne 1. srpna 1949 byl přeložen do výslužby. Dosáhl hodnosti podplukovníka.

## Vyznamenání
- Československá revoluční medaile
- Československá medaile Vítězství
- srbská Pamětní albánská medaile
- francouzská Pamětní medaile na Velkou válku
- 1939 Řád znovuzrozeného Polska IV. třídy
- 1944 Československá medaile za zásluhy I. třídy
- Pamětní medaile československé armády v zahraničí
- 1945 Africká hvězda
- 1946 Československý válečný kříž 1939